# Hymenochirus curtipes
Hymenochirus curtipes är en groddjursart som beskrevs av Noble 1924. Hymenochirus curtipes ingår i släktet Hymenochirus och familjen pipagrodor. Inga underarter finns listade i Catalogue of Life.
Exemplaren når ungefär en längd av 40 mm. Kroppen har i vyn från toppen en form som liknar ett päron. Den har många jämnt fördelade utskott som liknar vårtor. Mellan fingrarna finns lite simhud och tårna är helt sammanlänkade med simhud. Huden är på ovansidan mörkbrun med ännu mörkare punkter och undersidan har en ljus färg med mörka punkter.
Utbredningsområdet ligger i västra Kongo-Kinshasa och i angränsande regioner av Kongo-Brazzaville. Kanske når arten Centralafrikanska republiken. Detta groddjur lever i fuktiga skogar som ofta översvämmas och i regnskogar. Fortplantningen sker i dammar och vattenpölar. Honor lägger ungefär 1500 ägg per år. Kommunikationen sker med klickljud.
Några exemplar fångas och hölls som terrariedjur. Hela populationen anses vara stor. IUCN kategoriserar arten globalt som livskraftig.